# 1056
1056. је била проста година.

## Догађаји
- 31. август — Царица Теодора умире, након 18 месеци владавине, од изненадне болести у Цариграду. Наслеђује је Михаило VI Стратиотик, који је служио као војни логотет за време бившег цара Романа III. Овим се окончава македонска династија.
- 5. октобар — Хајнрих III, цар Светог римског царства, умире након десет година владавине. Наследио га је петогодишњи син јединац Хајнрих IV као „краљ Немаца”, кога је устоличио папа Виктор II у Ахену – док његова мајка, царица Агнеса од Поатуа, постаје његова намесница.

## Рођења
- Вилијам II Риђи, енглески краљ (†1100)

## Смрти
- 31. август — Теодора, византијска царица
- 5. октобар — Хајнрих III, цар Светог римског царства (*1017)